# ساواكو أغاوا
ساواكو أغاوا (阿川 佐和子 Agawa Sawako أݣاوا ساواكو) الولادة 1نونبر 1953 كاتبة يابانية ومقدمة برامج تلفزيونية.

## النشئة
في طوكيو يوم 1نونبر 1953 ولدت ساواكو أغاوا. والدها هو الروائي هيرويوكي أغاوا. شقيقها الأكبر نويوكي أغاوا هو أيضًا كاتب ودبلوماسي سابق وأستاذ قانون بجامعة كيك منذ عام 1999.
بعد تخرجها من مدرسة تويو إيوا الثانوية، التحقت أجاوا بجامعة كيو حيث درست التاريخ الغربي.

## مهنة
بدأت أغاوا حياتها المهنية في التلفزيون الياباني، أولاً كمراسلة ثم كقارئ أخبار. تظهر في العديد من البرامج، بما في ذلك المناقشات المتلفزة وبرامج الألعاب ومقابلات لبرامج الأداء.

## روابط خارجية
- ساواكو أغاوا على موقع IMDb (الإنجليزية)
- ساواكو أغاوا على موقع قاعدة بيانات الفيلم (الإنجليزية)
- (باليابانية) الملف الشخصي